# Cathedral City
Pour les articles homonymes, voir Cathedral (homonymie).
 (décembre 2013).
Cathedral City, ou Cat City telle que surnommée par ses résidents, est une municipalité du comté de Riverside, en Californie aux États-Unis comptant 51 200 habitants en 2010.

## Géographie
Cathedral City est située entre Palm Springs et Rancho Mirage, dans la vallée de Coachella. Elle est l'une des Palm Desert Cities. Le territoire de Cathedral City couvre une superficie de 56 km2, dont 0,8 km2 (1,2 %) en eau.

## Urbanisme
La partie centrale et ancienne de la ville, de même que le secteur situé le long du boulevard Ramon entre Cathedral Canyon Drive et le boulevard Landau et le Mid Valley Parkway, secteur connu autrefois comme le Square Mile mais aujourd’hui souvent identifié informellement comme la Mexico. Cette partie de la ville est depuis surnommée le Diversity District en raison de la présence d’autres immigrants et groupes ethniques, notamment les Arméniens, les Philippins, les Savadoriens et les Vietnamiens qui y ont établi de petits commerces et boutiques offrant des produits ethniques. 
À l’ouest de la ville, le long du boulevard Ramon et de San Luis Rey Drive, se trouve un secteur dont la population multiethnique à faible revenu surnommé Dream Homes ou encore the Circle, à côté de l’aéroport de Palm Springs. Deux autres secteurs comptant une forte population hispanique sont the Golden Mile sur Date Palm Drive, entre le boulevard Ramon et la 30e Avenue, ainsi que el Barrio Viejo, lui aussi sur Date Palm, mais entre Dinah Shore Drive et Gerald Ford Drive. La partie nord de la ville ou Rimlon, un glissement phonétique de la contraction des odonymes Ramon et Landau, est occupée par des maisons cossues de la classe moyenne supérieure. Le spectacle féérique de Noël s’y déroule chaque année sur le chemin Minerva, artère densément peuplée et surnommée la Candy Cane Lane.

## Histoire
Le nom de la municipalité provient de celui de Cathedral Canyon situé au sud de la ville. Le canyon est nommé en 1850 par le colonel Henry Washington en raison des formations rocheuses rappelant une cathédrale. Certains historiens prétendent plutôt que le toponyme provient de la réputation de l'endroit comme ravin pour les intrépides à la fin du XIXe siècle ou encore comme un lieu sûr pour les bars et saloons durant la prohibition des années 1920.
Le développement de la ville comme établissement débute en 1925. En 1931, Al et Lou Wertheimer, du réputé "Purple Gang" de Détroit ouvre le ‘’Dunes Club’’ immédiatement à l’est des limites de Palm Springs. En 1939, Earl T. Sausser ouvre le ‘’139 Club’’ puis en 1941 le ‘’Cove Club’’, construit par Jake Katelman et Frank Portnoy,.
La population locale a décuplé entre 1970 et 1990 et la croissance démographique demeure soutenue. L'incorporation a lieu en 1981. Cathedral City met en place un programme de revitalisation de son centre-ville de la fin des années 1990 jusqu'en 2005. Le programme a permis l'implantation du nouvel hôtel de ville et du complexe de cinéma IMAX/Mary Pickford, ainsi que la construction ou la rénovation de commerces sur une superficie de 0,53 km2.
La ville de Cathedral City compte le Forest Lawn - Cathedral City Cemetery et le Desert Memorial Park, situés de part et d'autre de Ramon Boulevard. Ces cimetières attirent de nombreux touristes puisqu'y sont enterrés Frank Sinatra, Sonny Bono, Alice Faye, Phil Harris, John Phillips, Jane Wyman, Dinah Shore, George Montgomery, Cameron Mitchell, Harold Robbins, Busby Berkeley, William Powell, Betty Hutton, Guy Madison, Buddy Rogers et plusieurs autres.

## Démographie
| 1960  | 1970  | 1980  | 1990   | 2000   | 2010   |
| ----- | ----- | ----- | ------ | ------ | ------ |
| 1 855 | 3 640 | 4 130 | 30 085 | 42 647 | 51 200 |

Cathedral City est la seconde plus grande ville de la vallée de la Coachella en population, après Indio. La population de la ville a connu une très forte croissance au cours de la période 1980-2000.
Au recensement des États-Unis de 2010, la population totale de Cathedral City est de 51 700 habitants, pour une densité de population de 908,6 habitants par km2. La quasi-totalité (99,4 %) de la population habite un ménage, puisque 263 personnes (0,5 %) habitent des logements de groupes non institutionnels et 32 (0,1 %) vivent en institutions.
La population de Cathedral City est à prédominance masculine, avec 100 femmes pour 105,9 hommes et 100 femmes pour 107,2 hommes chez les 18 ans et plus. La composition de la population selon les groupes d’âge se répartit ainsi : 13 856 (27,1 %) de moins de 18 ans, 4 906 (9,6%) entre 18 et 24 ans, 12 948 (25,3 %) entre 25 et 44 ans, 12 127 (23,7 %) entre 45 et 64 ans et 7 363 (14,4 %) de 65 ans et plus.  L’âge median est de 36,0 ans.
La composition selon la race se décline à 32 537 Caucasiens (63,5 %), (32,4 % blancs non hispaniques), 2 562 Asiatiques (5,0 %), 2 154 habitants de deux races et plus (4,2 %), 1 344 Afro-Américains 2,6 %), 540 Amérindiens (1,1 %). Un groupe de 12 008 habitants (23,5 %) se dit d’autres races. Les Hispaniques et Latinos sont au nombre de 30 085 personnes, soit 58,8 % de la population.
La collectivité locale compte 17 047 ménages, soit 2,99 personnes par ménage en moyenne. Les familles, au nombre de 11 056, représentent près des deux tiers (64,9%) des ménages. Les familles comptent 3,67 membres en moyenne. Les 4 292 personnes vivant seules représentent le quart (25,2%) des ménages. Parmi ces personnes vivant seules, la moitié sont âgées de 65 ans et plus, soit 2 259 personnes ou 13,3 % des ménages. Parmi les ménages, 6 574 (38,6 %) comptent des enfants de moins de 18 ans. Les ménages comptant un couple homme-femme marié avec ou sans enfants sont au nombre de 7 589 ou 44,5 % des ménages. Les 3 461 familles monoparentales (20,3 % des ménages), dont 2 291 (13,4 %) avec une femme comme chef de famille et 1 176 (6,9 %) dont le chef de famille est un homme. La population comporte 1 833 couples non mariés avec ou sans enfants (10,8 %), dont 1 054 avec conjoints hétérosexuels (6,2 %) et 779 avec conjoints homosexuels (4,6 %).
Le territoire de Cathedral City compte 20 995 lodgements pour une densité d'habitation moyenne de 372,6 logements par km2, dont 10 769 (63,2 %) sont occupés par le propriétaire et 6 278 (36,8 %) sont habités par des locataires. Le taux de vacance des logements possédés est de 4,2 % contre 11,0 % pour les logements locatifs. Un total de 30 236 personnes (59,1 % de la population) résident dans un logement qu’elles possèdent alors que 20 669 habitants (40,4 %) occupent un logement loué.

## Économie
Cathedral City tient un festival du jour de l'Indépendance du Mexique la troisième fin de semaine de septembre, de même qu'un Grito de Dolores au complexe hôtel de ville/cinéma. Cet événement n'existe plus en raison de l'activité banditique. La ville est en partenariat économique avec l'État mexicain du Jalisco, dont provient une grande partie de l'immigration locale.

## Jumelages
- Tequila (Mexique)

## Société

### Personnalités
- Lalo Guerrero (en) (1916-2005), musicien folk